# Eka Kurniawan
Eka Kurniawan (født 28. november 1975 i Tasikmalaya, Vestjava) er en indonesisk forfatter og grafisk designer. Han har studeret filosofi på Gadjah Mada Universitetet, Yogyakarta, og har skrevet romaner, noveller, essays, filmmanuskripter og tegneserieromaner. Kurniawan regnes som indonesisk litteraturs nye store navn og kaldes "landets fineste forfatter siden Pramoedya Ananta Toer". Kurniawans bøger er oversat til flere end 30 sprog, og på dansk er udkommet Skønheden er et sår (eng. Beauty Is a Wound), der var på New York Times' liste over de 100 vigtigste bøger i 2015. I 2016 blev Kurniawan som den første indonesiske forfatter nomineret til Man Booker International Prize for romanen Man Tiger, der samme år indbragte ham prisen Emerging Voices Fiction Award.
Eka Kurniawan sammenlignes med blandt andre Günter Grass, Gabriel García Márquez, Salman Rushdie og Haruki Murakami. 

## Priser og nomineringer
- 2016 Vinder af Financial Times/OppenheimerFunds Emerging Voices i kategorien Fiktion for Man Tiger.[9]
- 2016 Nomineret til Best Translated Book Award i kategorien Fiktion for Beauty Is a Wound.[10]
- 2016 Nomineret til Man Booker International Prize for Man Tiger.[11]
- 2016 Vinder af World Readers' Award for Beauty Is a Wound.[12]
- 2015 Foreign Policy's Global Thinkers "for at sætte indonesisk litteratur på verdenskortet".[13]
- 2015 Vinder af IKAPIs Book of the Year for Man Tiger.